# The Autumn Defense
The Autumn Defense är ett amerikanskt indieband bestående av Wilco-medlemmarna John Stirratt och Pat Sansone. Bandet släppte sitt debutalbum, The Green Hour, år 2000.

## Diskografi
Album
- 2001 – The Green Hour
- 2003 – Circles
- 2007 – The Autumn Defense
- 2010 – Once Around
- 2014 – Fifth

Singlar/EP
- 2004 – Birds, Beasts, & Flowers (delad EP med Hem)
- 2014 – Trouble / Sentimental Lady (delad singel med Josh Rouse)